# Nahum Gutman
Nahum Gutman (em hebraico:  נחום גוטמן, 1898-1980) foi um premiado pintor, escultor, escritor e ilustrador israelense. Nasceu em Besarabia, na Rússia, imigrando para Israel com a idade de 7 anos.

## Premiações
Gutman recebeu vários prêmios por sua atuação na literatura e arte:
- 1946 Lamdan Prize, para literatura infantil
- 1955 Sicily Award , quadro aquarela na Bienal de São Paulo
- 1956 Dizengoff Prize
- 1962 Hans Christian Andersen Literary Prize, Unesco pelo seu livro "Path of Orange Peels"
- 1964 Yatziv Prize
- 1969 Fichman Prize para literatura e arte
- 1974 Doutor honoris cause em Filosofia pela Universidade de Tel Aviv
- 1976 Título de cidadão honorário de Tel Aviv
- 1978 Israel Prize, para literatura infantil[2]